# Table de mobilité
Une table de mobilité est un outil statistique utilisé en sociologie pour mesurer la mobilité sociale.

## Construction

### Table brute
Une table de mobilité est fondamentalement un tableau à double entrée où les lignes et les colonnes représentent des catégories sociales (typiquement, les PCS de niveau 0 : 1 = Agriculteurs, 2 = Indépendants, 3 = Cadres, 4 = Professions intermédiaires, 5 = Employés, 6 = Ouvriers) ; la valeur aij à l'intersection de la i-ème ligne et de la j-ième colonne est le nombre de personnes issues de la catégorie i et positionnées dans la catégorie j. Les valeurs de la diagonale sont particulièrement intéressantes (cela reste vrai dans les tables particulières présentées ci-après) car elles représentent les personnes qui sont restées dans leur catégorie d'origine. En pratique, les populations prises en compte sont les hommes (les femmes ont un moindre taux d'activité, or les PCS correspondent à des emplois) actifs entre 40 et 52 ans (on considère qu'à cet âge la situation professionnelle est devenue stable), et la catégorie d'origine est celle du père (pour les mêmes raisons que l'on ne prend en compte que les hommes, d'autant plus que le taux d'activité féminin était encore plus faible à la génération précédente).
|                   | Agr. | Indép. | Cadres | Interm. | Emp. | Ouvr. | Origine   |
| Agr.              | 621  | 237    | 220    | 405     | 214  | 1126  | 2823      |
| Indép.            | 24   | 550    | 479    | 439     | 183  | 499   | 2174      |
| Cadres            | 10   | 127    | 749    | 325     | 100  | 116   | 1427      |
| Interm.           | 9    | 138    | 552    | 568     | 182  | 352   | 1801      |
| Employés          | 7    | 210    | 490    | 643     | 393  | 770   | 2513      |
| Ouvriers          | 43   | 621    | 700    | 1520    | 855  | 3896  | 7635      |
| Marge de position | 714  | 1883   | 3190   | 3900    | 1927 | 6759  | N = 18373 |

La somme des nombres de la ligne i est le nombre total de personnes issues de la catégorie i : {\displaystyle s_{i}=\sum _{j}a_{i,j}}. La somme des nombres de la colonne j est le nombre total de personnes positionnées dans la catégorie j : {\displaystyle s'_{j}=\sum _{i}a_{i,j}}. Ces sommes sont ici représentées aux extrémités des lignes et colonnes correspondantes (on parle de marge verticale ou marge d'origine et marge horizontale ou marge de position).

### Table de destinées
Si l’on ne veut plus traiter des chiffres absolus mais des pourcentages, une possibilité est de diviser les chiffres de chaque ligne par le total de cette ligne. La valeur {\displaystyle a_{ij}} est alors la part de personnes positionnées dans la catégorie j parmi les personnes issues de la catégorie i Il est particulièrement intéressant dans ce cas de comparer les valeurs d'une même ligne. La valeur diagonale {\displaystyle a_{ii}} est la part des personnes issues de la catégorie i qui y sont restées. Par construction, la marge des origines ne comporte que des 100 % ; par contre la marge des positions indique la structure des emplois dans la génération actuelle.
Exemple de table de destinées.

### Table de recrutement
Une autre possibilité est de diviser les chiffres de chaque colonne par le total de cette colonne. La valeur aij est alors la part de personnes issues de la catégorie i parmi les personnes positionnées dans la catégorie j. Il est pertinent dans ce cas de comparer les valeurs d'une même colonne. La valeur diagonale {\displaystyle a_{jj}} est la part des personnes de la catégorie j qui proviennent de cette même catégorie. La marge des positions ne comporte que des 100 % par construction ; la marge des origines indique la structure des emplois de la génération précédente.
Exemple de table de recrutement.

## Indicateurs de mobilité

### Mobilité parfaite
D'après les données précédentes, on peut déjà distinguer deux types de mobilité :
- la mobilité structurelle causée par les variations de la structure des emplois entre les générations ;
- la mobilité nette causée par la porosité entre les catégories sociales.

Pour séparer ces deux types de mobilité l'un des outils est une table particulière appelée « table de mobilité parfaite » qui représente, la structure des emplois aux deux générations ({\displaystyle (s_{i})} et {\displaystyle (s_{j})}) étant donnée ainsi que la population totale ({\displaystyle N=\sum _{(i,j)}a_{i,j}}), une mobilité aléatoire. Chaque individu a alors une probabilité {\displaystyle {\frac {s_{j}}{N}}} d'être positionné dans la catégorie j. L'espérance du nombre de personnes issues de la catégorie i positionnées dans la catégorie j est alors cette probabilité multipliée par l'effectif {\displaystyle s_{i}}, soit {\displaystyle b_{i,j}={\frac {s_{i}s_{j}}{N}}} qui est donc la valeur à l'intersection de la i-ème ligne et de la j-ième colonne de la table de mobilité.
Table de mobilité parfaite.

### Odds ratio et fluidité
Un indicateur de la fluidité sociale est fourni par les odds ratios.

## Critiques des tables de mobilité
Un exemple de critique concerne le genre : c'est la profession du père qui est prise en compte, en raison de le fréquence de l'inactivité des femmes, en particulier dans les générations antérieures. Ainsi ne sont pas pris en compte les évolutions et changements des structures familiales — augmentation des divorces, familles recomposées : qui choisir pour construire le tableau (père, mère, beau-père) ?
Cet outil ne prend en compte qu'un quart de la population active : uniquement les hommes de plus de 40 ans, afin de prendre en compte les positions acquises en fin de carrière, et éliminer ainsi la mobilité intragénérationnelle.
De plus, il n'est pas possible d'observer la mobilité à l'intérieur même des PCS présentes dans ce tableau.
Il ne permet pas de mesurer le déclassement des individus (inadéquation entre le diplôme obtenu et la fonction exercée).
Pour pouvoir observer la mobilité sociale, il faut avoir une représentation de la hiérarchie sociale. Celle des salariés est la plus facile à cerner (elle correspond à une position hiérarchique dans une entreprise), mais comment positionner les indépendants dans la hiérarchie sociale ? exemple d'un plombier indépendant, et d'un informaticien indépendant.